# Martha Appiah
Martha Appiah (* 19. Dezember 1965) ist eine ehemalige ghanaische Leichtathletin, die sich auf den Sprint spezialisiert hat. Ihre größten Erfolge feierte sie mit dem Gewinn der Goldmedaille in der 4-mal-100-Meter-Staffel bei den Afrikameisterschaften 1985 und 1988.

## Sportliche Laufbahn
Erste internationale Erfahrungen sammelte Martha Appiah vermutlich im Jahr 1984, als sie bei den Afrikameisterschaften in Rabat mit der ghanaischen 4-mal-400-Meter-Staffel in 3:45,96 min gemeinsam mit Mercy Addy, Doris Wiredu und einer vierten Läuferin die Silbermedaille hinter dem kenianischen Team gewann. Anschließend nahm sie mit der Staffel an den Olympischen Sommerspielen in Los Angeles teil und schied dort mit 3:40,38 min im Vorlauf aus. Im Jahr darauf gewann sie bei den Afrikameisterschaften in Kairo in 24,10 s die Bronzemedaille im 200-Meter-Lauf hinter den Nigerianerinnen Rufina Ubah und Mary Onyali-Omagbemi und mit der 4-mal-100-Meter-Staffel siegte sie in 45,08 s gemeinsam mit Grace Armah, Cynthia Quartey und Doris Wiredu. Im Oktober gelangte sie dann beim Leichtathletik-Weltcup in Canberra mit 44,76 s auf Rang sechs mit der Afrikastaffel. 1987 gewann sie bei den Afrikaspielen in Nairobi in 44,43 s gemeinsam mit Mercy Addy, Cynthia Quartey und Diana Yankey die Silbermedaille hinter dem nigerianischen Team und anschließend schied sie bei den Weltmeisterschaften in Rom mit 44,28 s im Vorlauf aus. Im Jahr darauf gewann sie bei den Afrikameisterschaften in Annaba in 23,72 s die Silbermedaille über 200 Meter hinter der Nigerianerin Falilat Ogunkoya und siegte in 44,68 s gemeinsam mit Veronica Bawuah, Diana Yankey und Mercy Addy erneut im Staffelbewerb. Anschließend nahm sie mit der Staffel an den Olympischen Sommerspielen in Seoul teil und schied dort mit 44,30 s im Semifinale aus, woraufhin sie ihre aktive sportliche Karriere im Alter von 23 Jahren beendete.

## Persönliche Bestzeiten
- 100 Meter: 11,4 s, 1986
- 400 Meter: 55,8 s, 1984